# Villeron
Villeron egy község Franciaországban. Lakosainak száma 1672 fő (2022. január 1.).

## Földrajza
Villeron Saint-Witz, Chennevières-lès-Louvres, Louvres, Marly-la-Ville és Vémars községekkel határos.